# NGC 396
NGC 396 ist eine linsenförmige Galaxie vom Hubble-Typ SB0-a im Sternbild  Fische auf der Ekliptik. Sie ist schätzungsweise  Millionen Lichtjahre von der Milchstraße entfernt und hat einen Durchmesser von etwa 185.000 Lichtjahren. Vom Sonnensystem aus entfernt sich das Objekt mit einer errechneten Radialgeschwindigkeit von näherungsweise 12.700 Kilometern pro Sekunde.
Im selben Himmelsareal befinden sich unter anderem die Galaxien PGC 1270551, PGC 1272705 und PGC 3092083.
Das Objekt wurde am 27. Oktober 1864 von dem deutschen Astronomen Albert Marth entdeckt.